# Tylko Dylan
Tylko Dylan – album Martyny Jakubowicz wydany w 2005 i zawierający utwory autorstwa Boba Dylana w tłumaczeniu Andrzeja Jakubowicza i Michała Kłobukowskiego. Jakubowicz towarzyszą muzycy tworzący zespół Voo Voo.

## Lista utworów
źródło:.
1. „Pukam do nieba bram” (Knockin’ on Heaven’s  Door) – 4:09
2. „Jot jak Judasz” (The Ballad of Frankie Lee and Judas Priest) – 4:04
3. „Wejdź proszę wejdź” (Lay Lady Lay) – 4:47
4. „Augustyn Święty był w mym śnie” (I Dreamed I Saw St. Augustine) – 3:34
5. „Znów będę wolna” (I Shall Be Released) – 5:04
6. „Wszystko tu popsute” (Everything Is Broken) – 3:05
7. „Bądź ze mną” (I Want You) – 5:02
8. „Specjaliści od wojny” (Masters of War) – 4:48
9. „Polityczny świat” (Political World) – 4:32
10. „Żegnaj mi Andżelino” (Farewell Angelina) – 3:26
11. „Na straży w dzień i w nocy” (All Along the Watchtower) – 3:26

## Muzycy
źródło:.
- Martyna Jakubowicz – śpiew
- Wojciech Waglewski – gitara, śpiew
- Mateusz Pospieszalski – saksofony
- Karim Martusewicz – gitara basowa
- Piotr Żyżelewicz – perkusja
- Marcin Borys – gitara
- Łukasz Matuszyk – akordeon
- Bartek Straburzyński – instrumenty klawiszowe, mandolina
- Małgorzata Kogut – chórki